# 本田Avancier
本田Avancier（日语： Honda Avu~anshia）是1999年至2003年由日本汽車製造商本田技研工業製造的中型旅行車，是基於第六代本田雅閣研發。

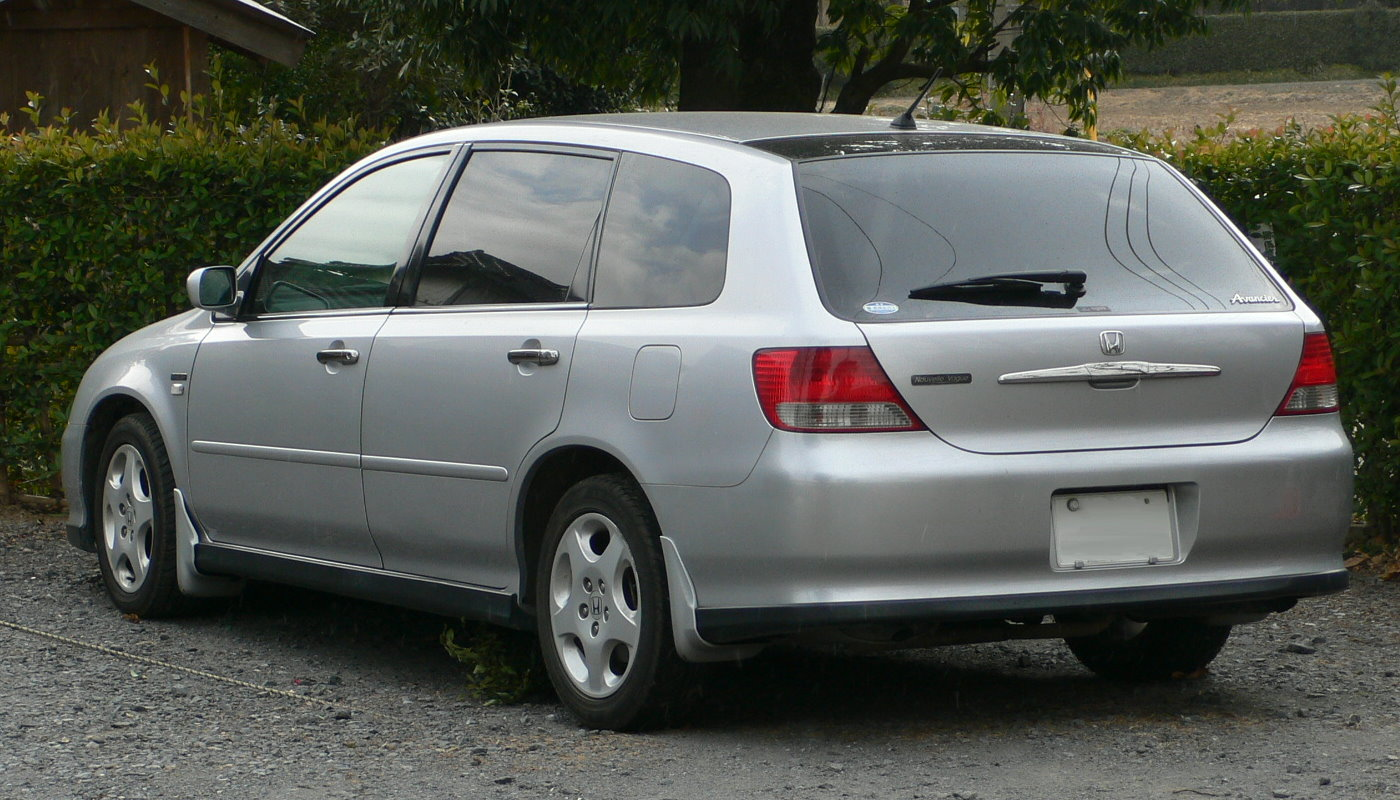
後視圖